# Yessy Mena
Yessi Mena (Quibdó, Chocó; 5 de julio de 1989) es un futbolista colombiano. Juega de delantero y su equipo actual es el Deportivo Achuapa  de la Liga Nacional de la República de Guatemala.

## Trayectoria

### Envigado F. C.
Producto de las inferiores del Envigado F. C., su debut profesional se dio en el 2008 jugando unos minutos en un partido válido por el Torneo Finalización 2008, debido a que no tendría mucha continuidad con el Envigado fue cedido al Itagüí Ditaires en el año siguiente.
Durante el 2009 se consolida como titular con el club y realiza una aceptable campaña marcando 13 goles en el año, con lo que regresa al Envigado al año siguiente. En el Envigado no pudo terminar de consolidarse como lo había hecho en el Itagüí (apenas jugó 4 partidos como titular en todo el año) por lo que volvió a ser cedido, esta vez al Unión Magdalena (también de segunda división). 

### Unión Magdalena
En el Unión sufre varias lesiones que no le deja jugar con mucho ritmo, con lo cual en mayo se le comunicó que no sería tenido en cuenta para lo que restaba del año. 

### Itagüí
En junio se confirmó su traspaso, esta vez de forma definitiva, al Itagüí que en diciembre del año anterior había logrado el ascenso a la primera división, firmando un contrato por 4 años con el club. Durante su primer semestre no jugó ningún partido como titular y sólo convirtió 1 gol, en el 2012 se consolidó como el titular en el Itagüí. Durante el 2013 sigue demostrando sus condiciones como delantero además de que en el segundo semestre del año fue pieza fundamental del club que llegó hasta los cuartos de final de la copa Sudamericana 2013. A mediados de diciembre de ese año se confirmó su traspaso definitivo al Junior de Barranquilla por 3 años. A pesar de que en declaraciones a los medios de comunicación de Barranquilla, Mena había declarado de que las negociaciones para llegar al cuadro barranquillero se habían caído y de que ficharía por el Cali, finalmente el 3 de enero de 2014 se oficializó su traspaso al Junior junto con su compañero Luis Quiñones. El habilidoso delantero realizó su primera práctica con el equipo de Barranquilla; sin embargo, el negocio no resultó y Mena junto con su compañero Quiñones tuvieron que regresar a Itagüí.
A sus 24 años y sus 48 goles profesionales se perfila para dar un salto al fútbol Internacional. Luego de seis meses las negociaciones entre el Junior y las Águilas Doradas (nuevo nombre del Itagüí) se reactivaron luego de la final que perdió Junior frente al Atlético Nacional. 

### Junior de Barranquilla
Luego de varios días se confirmó que Mena sería jugador del Junior junto con sus antiguos compañeros con Jorgue Aguirre y Luis Quiñones (estos dos habían disputado el apertura 2014 con Junior y llegaron después de la caída del negocio entre el Junior y el Itagüí por Mena), entre las razones por la cual se reactivó el interés fue por la recuperación de su lesión de rodilla que frustró el traspaso. Hace su debut con el Junior jugando los 90 minutos del partido correspondiente a la segunda de la copa Colombia 2014 el día 2 de julio en la victoria 3 a 2 del Junior frente al Valledupar F.C. de la segunda división, el otro gol del equipo rojiblanco lo anotó su compañero Luis Quiñones.

### La Equidad
Para el segundo semestre de 2016 es confirmado como nuevo delantero de La Equidad, llega con un contrato a préstamo por un año.

## Clubes
| Club              | País                 | Año              |
| ----------------- | -------------------- | ---------------- |
| Envigado F. C.    | Colombia             | 2008             |
| Rionegro Águilas  | Colombia             | 2009             |
| Envigado F. C.    | Colombia             | 2010             |
| Unión Magdalena   | Colombia             | 2011             |
| Rionegro Águilas  | Colombia             | 2011 - 2014      |
| Junior            | Colombia             | 2014 - 2016      |
| La Equidad        | Colombia             | 2016 - 2017      |
| Atlético Huila    | Colombia             | 2017             |
| Celaya            | México               | 2018             |
| Leones            | Colombia             | 2018             |
| KPV Kokkola       | Finlandia            | 2019 - 2020      |
| Delfines del Este | República Dominicana | 2021             |
| Jarabacoa FC      | República Dominicana | 2022-Actualmente |

## Estadísticas
- Fuente fichajes.com

| Envigado F. C. · Colombia |               |               |     |    |    |    |   |     |     |      |      |
| 1.ª | 2008          | 1             | 0   | 0  | 0  | 0  | 0 | 1   | 0   | 0    |      |
| Total club | Total club    | 1             | 0   | 0  | 0  | 0  | 0 | 1   | 0   | 0    |      |
| Itagüí Ditaires · Colombia |               |               |     |    |    |    |   |     |     |      |      |
| 2.ª | 2009          | 30            | 13  | 0  | 0  | 0  | 0 | 30  | 13  | 0,43 |      |
| Total club | Total club    | 30            | 13  | 0  | 0  | 0  | 0 | 30  | 13  | 0,43 |      |
| Envigado F. C. · Colombia |               |               |     |    |    |    |   |     |     |      |      |
| 1.ª | 2010          | 20            | 1   | 0  | 0  | 0  | 0 | 20  | 1   | 0,05 |      |
| Total club | Total club    | 20            | 1   | 0  | 0  | 0  | 0 | 20  | 1   | 0,05 |      |
| Unión Magdalena · Colombia |               |               |     |    |    |    |   |     |     |      |      |
| 2.ª | 2011          | 6             | 1   | 1  | 0  | 0  | 0 | 7   | 1   | 0,14 |      |
| Total club | Total club    | 6             | 1   | 1  | 0  | 0  | 0 | 7   | 1   | 0,14 |      |
| Itagüí Ditaires · Colombia |               |               |     |    |    |    |   |     |     |      |      |
| 1.ª | 2011          | 16            | 1   | 0  | 0  | 0  | 0 | 16  | 1   | 0,06 |      |
| 1.ª | 2012          | 34            | 8   | 9  | 2  | 0  | 0 | 43  | 10  | 0,23 |      |
| 1.ª | 2013          | 37            | 11  | 8  | 2  | 5  | 1 | 68  | 17  | 0,28 |      |
| 1.ª | 2014          | 40            | 16  | 0  | 0  | 0  | 0 | 40  | 16  | 0,40 |      |
| Total club | Total club    | 107           | 28  | 17 | 4  | 5  | 1 | 167 | 44  | 0,26 |      |
| Junior · Colombia |               |               |     |    |    |    |   |     |     |      |      |
| 1.ª | 2014          | 17            | 2   | 10 | 8  | 0  | 0 | 27  | 10  | 0,37 |      |
| 1.ª | 2015          | 13            | 3   | 7  | 0  | 1  | 0 | 21  | 3   | 0,14 |      |
| 1.ª | 2016          | 1             | 1   | 0  | 0  | 0  | 0 | 1   | 1   | 1    |      |
| Total club | Total club    | 31            | 6   | 17 | 8  | 1  | 0 | 44  | 14  | 0,26 |      |
| La Equidad · Colombia |               |               |     |    |    |    |   |     |     |      |      |
| 1.ª | 2016          | 17            | 3   | 2  | 0  | 0  | 0 | 19  | 3   | 0    |      |
| 1.ª | 2017          | 6             | 0   | 5  | 0  | 0  | 0 | 11  | 0   | 0    |      |
| Total club | Total club    | 23            | 3   | 7  | 0  | 0  | 0 | 30  | 3   | 0    |      |
| Total carrera | Total carrera | Total carrera | 195 | 49 | 30 | 12 | 6 | 1   | 296 | 76   | 0,26 |
| (1) Incluye datos de la Copa Colombia (2011-Act.). (2) Incluye datos de la Copa Sudamericana (2013). (3) Media de goles por encuentro. No incluye goles en partidos amistosos. |               |               |     |    |    |    |   |     |     |      |      |

## Palmarés

### Campeonatos nacionales
| Título        | Club   | País     | Año  |
| ------------- | ------ | -------- | ---- |
| Copa Colombia | Junior | Colombia | 2015 |